# Ablační oblast

Schéma údolního ledovce s vyznačenou ablační oblastí

Ablační oblast je oblast, kde převládá úbytek hmoty ledovce nad jejím doplňováním, v důsledku tání, sublimace, vypařování, telení ledovců, eolických procesů (odnosu sněhu větrem), lavin, a jiných forem ablace. Ablační oblast od akumulační oblasti odděluje u vysokohorských ledovců tzv. hranice rovnováhy. Kontinentální ledovcové štíty ji nemají zřetelně odlišenou a na okrajích a povrchu roztávají rychleji než v centrálních částech. Po roztání ledovce v ablační oblasti vzniká z materiálu, který ledovec obsahoval, tzv. ablační moréna. Hmotnostní bilance ledovce je rozdíl mezi akumulací a ablací.